# Roger Auvin
Roger Auvin, né le 20 mars 1908 à Champagné-le-Sec (Vienne) et mort le 13 octobre 2019 à Limalonges (Deux-Sèvres),, est un supercentenaire français.
Il devient le doyen masculin des Français le 24 novembre 2016, date de la mort de Georges Massard.

## Biographie
Roger Auvin est l'aîné d'une famille de sept enfants.
Marié en 1931 avec Yvette Surrault (26 janvier 1912 à Limalonges, Deux Sèvres - 2 décembre 2007 à Limalonges Deux Sèvres), il a 2 fils, Jean (1932-2007) et Rémi (né en 1933). Il est inscrit au registre du commerce comme serrurier, mécanicien, électricien et tient avec sa femme une épicerie-quincaillerie à Limalonges jusqu'en 1973. Il est mobilisé à Châtellerault en septembre 1939.
En raison de son investissement dans l'activité théâtrale de Limalonges, il est fait, en 1953, officier d'Académie pour services rendus post-scolaires.
Il vit à Limalonges dans les Deux-Sèvres jusqu'à sa mort, le 13 octobre 2019, à l'âge de 111 ans.

## Distinctions
- Officier d'académie